# Molekularács
A molekularács olyan rácstípus, amelyben másodrendű kötéssel egymáshoz kapcsolódó molekulák foglalják el a rácspontokat. A molekularácsban a molekulákon belüli (intramolekuláris) kötéstávolságok kisebbek, mint a molekulák közötti (intermolekuláris) távolságok. A molekulakristályokban a koordinációs szám általában kicsi.

## Molekularácsos anyagok
A molekularácsos anyagok molekulák szilárd halmaza, melyben az egyes részecskéket gyenge, másodrendű kémiai kötések kapcsolják össze. A rácsban lévő molekulák lehetnek polárisak és apolárisak. A poláris molekulák ellenkező előjelű töltéseikkel egymás felé rendeződve helyezkednek el. Az így létrejövő orientációs kölcsönhatás nagyobb stabilitást biztosít a rácsszerkezetnek, mint az apoláris molekulák közötti diszperziós kölcsönhatás. A molekularácsos kristályok rácspontjaiban elhelyezkedő részecskék közötti összetartó erőt a másodlagos kötések jellegén kívül a molekulák mérete, illetve moláris tömege befolyásolja. Minél nagyobb a méret és a tömeg, annál nagyobb az összetartó erő, és ebből adódóan az olvadás- és forráspont is emelkedik. Mindent összevetve a molekularácsos anyagok általában lágyak, olvadás- és forráspontjuk alacsony.
A molekularácsos anyagok nem vezetik az áramot, mivel nincsenek bennük delokalizált elektronok vagy mobilis, töltéssel rendelkező részecskék.
A szerves vegyületek nagy többsége szilárd halmazállapotban molekularácsos kristályt alkot. Emellett jellegzetes molekularácsos anyagok pl. a nemesgázok, a halogének, a hidrogén és a víz. 